# Windows penelo
віндовс пернелу
(ЦЕ ЗАГАДКОВИЙ ПЕСОНАЖ)
імя його
пернелу
призвеще
віндовс
інформація про нього
він прямо заповнений загадками
та його світ теж таємний як він
нього персонажі теж дуууже загакові
його друг це пуншис а його колег
це дорніно петро. Але ще є другий
колег нього це джон пугін.
Сам персонаж
йому 28 років і він схожий на хуманізованим windows 8.1
або хуманізованим віндовс 10 він ще не спить по
ночам. Ще є його другий друг Роперо ще і роперо загадковий
дата народження у вп
1997.09.02
by:Opinon 9002